# Acanthocyclops venustoides
Acanthocyclops venustoides – gatunek widłonoga z rodziny Cyclopidae. Opisał go w 1934 roku amerykański zoolog Robert Ervin Coker, nadając mu nazwę Cyclops venustoides.

## Podgatunki
Niektórzy autorzy wyróżniają dwa podgatunki Acanthocyclops venustoides:
- A. v. venustoides (Coker, 1934)
- A. v. bispinosus (Yeatman, 1951)

W bazie World Register of Marine Species są one traktowane jako synonimy.